# Hymedesmia decepta
Hymedesmia decepta är en svampdjursart som först beskrevs av James Barrie Kirkpatrick 1907.  Hymedesmia decepta ingår i släktet Hymedesmia och familjen Hymedesmiidae. Inga underarter finns listade i Catalogue of Life.